# Litoměřicei járás

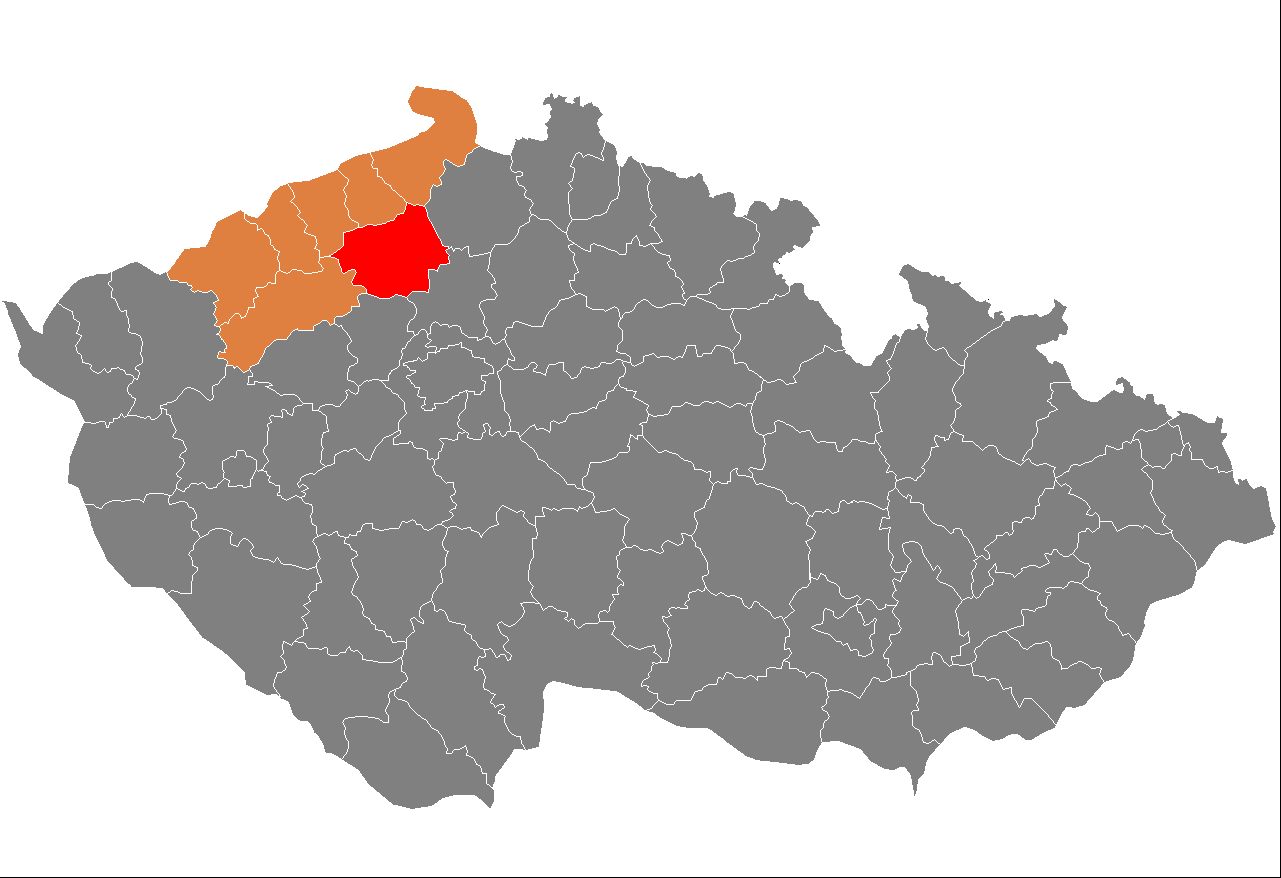
A Litoměřicei járás

A Litoměřicei járás (csehül: Okres Litoměřice) közigazgatási egység Csehország Ústí nad Labem-i kerületében. Székhelye Litoměřice. Lakosainak száma 119 406 fő (2023). Területe 1032,16 km².

## Városai, mezővárosai és községei
A városok félkövér, a mezővárosok dőlt, a községek álló betűkkel szerepelnek a felsorolásban.

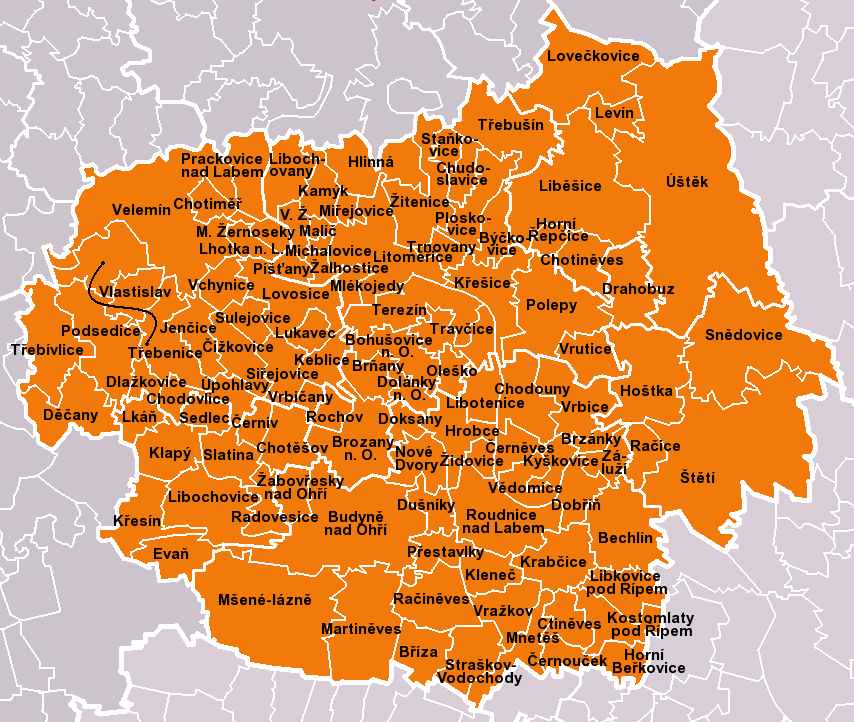
A Litoměřicei járás települései

Bechlín •
Bohušovice nad Ohří •
Bříza •
Brňany •
Brozany nad Ohří •
Brzánky •
Budyně nad Ohří •
Býčkovice •
Černěves •
Černiv •
Černouček •
Chodouny •
Chodovlice •
Chotěšov •
Chotiměř •
Chotiněves •
Chudoslavice •
Čížkovice •
Ctiněves •
Děčany •
Dlažkovice •
Dobříň •
Doksany •
Dolánky nad Ohří •
Drahobuz •
Dušníky •
Evaň •
Hlinná •
Horní Beřkovice •
Horní Řepčice •
Hoštka •
Hrobce •
Jenčice •
Kamýk •
Keblice •
Klapý •
Kleneč •
Kostomlaty pod Řípem •
Krabčice •
Křešice •
Křesín •
Kyškovice •
Levín •
Lhotka nad Labem •
Liběšice •
Libkovice pod Řípem •
Libochovany •
Libochovice •
Libotenice •
Litoměřice •
Lkáň •
Lovečkovice •
Lovosice •
Lukavec •
Malé Žernoseky •
Malíč •
Martiněves •
Michalovice •
Miřejovice •
Mlékojedy •
Mnetěš •
Mšené-lázně •
Nové Dvory •
Oleško •
Píšťany •
Ploskovice •
Podsedice •
Polepy •
Prackovice nad Labem •
Přestavlky •
Račice •
Račiněves •
Radovesice •
Rochov •
Roudnice nad Labem •
Sedlec •
Siřejovice •
Slatina •
Snědovice •
Staňkovice •
Štětí •
Straškov-Vodochody •
Sulejovice •
Terezín •
Travčice •
Třebenice •
Třebívlice •
Třebušín •
Trnovany •
Úpohlavy •
Úštěk •
Vchynice •
Vědomice •
Velemín •
Velké Žernoseky •
Vlastislav •
Vražkov •
Vrbičany •
Vrbice •
Vrutice •
Žabovřesky nad Ohří •
Žalhostice •
Záluží •
Židovice •
Žitenice

## Fordítás
- Ez a szócikk részben vagy egészben  a   Litoměřice District című angol Wikipédia-szócikk ezen változatának fordításán alapul.  Az eredeti cikk szerkesztőit annak laptörténete sorolja fel. Ez a jelzés csupán a megfogalmazás eredetét és a szerzői jogokat jelzi, nem szolgál a cikkben szereplő információk forrásmegjelöléseként.
- Ez a szócikk részben vagy egészben  az   Okres Litoměřice című cseh Wikipédia-szócikk ezen változatának fordításán alapul.  Az eredeti cikk szerkesztőit annak laptörténete sorolja fel. Ez a jelzés csupán a megfogalmazás eredetét és a szerzői jogokat jelzi, nem szolgál a cikkben szereplő információk forrásmegjelöléseként.